# Kori Carter
Kori Carter (née le 3 juin 1992 à Claremont) est une athlète américaine, spécialiste du 400 mètres haies, championne du monde en 2017 à Londres.

## Biographie
Étudiante à l'Université Stanford, elle s'adjuge à dix-sept ans seulement le titre du 400 m haies lors des Championnats NCAA 2013.
En 2014, elle remporte les championnats des États-Unis, à Sacramento, dans le temps de 53 s 84.
Le 17 mai 2017 à Baie-Mahault (Guadeloupe), Kori Carter établit la meilleure performance mondiale de l'année en 54 s 53. Le 25 juin, elle termine 3e du Championnat des Etats-Unis en 52 s 95, dans la course la plus relevée de l'histoire (3 femmes sous les 53, 6 sous les 54).
Le 10 août 2017, Kori Carter est sacrée championne du monde 400 m haies lors des mondiaux de Londres en 53 s 07, devant sa compatriote Dalilah Muhammad (53 s 50) et la Jamaïcaine Ristananna Tracey (53 s 74). Elle remporte son premier titre mondial, après avoir été éliminée aux mondiaux de 2015 et avoir chuté lors des sélections olympiques américaines de 2016.

## Palmarès
| Date | Compétition                    | Lieu       | Résultat | Épreuve     | Temps   |
| ---- | ------------------------------ | ---------- | -------- | ----------- | ------- |
| 2009 | Championnats du monde jeunesse | Bressanone | 2e       | 100 m haies | 13 s 26 |
| 2014 | Coupe continentale             | Marrakech  | 6e       | 400 m haies | 56 s 80 |
| 2017 | Championnats du monde          | Londres    | 1re      | 400 m haies | 53 s 07 |

## Records
| Épreuve     | Performance | Lieu       | Date         |
| ----------- | ----------- | ---------- | ------------ |
| 400 m haies | 52 s 95     | Sacramento | 25 juin 2017 |